# Würzjoch
De Würzjoch (Italiaans: Passo delle Erbe / Ladinisch: Börz) vormt in Italië de verbinding tussen de Zuid-Tiroolse bergdalen Valle Isarco en Val Badia. Door de ligging aan de rand van de Dolomieten wordt de Würzjoch weinig door toeristen gebruikt en is het een van de rustigere paswegen in de regio. De pas is vanuit het westen te bereiken via twee verschillende wegen, een vanuit Plancios en een door het Val di Funes (Vilnösstal). Deze tweede is de belangrijkste en tevens de mooiste route.
Vanuit Chiusa (Klausen) in het Valle Isarco gaat de weg naar de Würzjoch in oostelijke richting naar het agrarische Val di Funes. Grootste attractie van dit dal zijn de excentrieke rotspieken van de berggroep Le Odle (Geisler Gruppe). Bij het dorp Funes (Vilnöss) splitst de weg, de rechtse weg gaat naar het Rifugio Zannes aan de voet van Le Odle, de linkse weg voert naar de Würzjoch die van hier nog vijftien kilometer verwijderd is. Het wegdek versmalt aanmerkelijk maar is goed onderhouden. De route gaat door weilanden en bossen richting pashoogte. Onderweg wordt haast ongemerkt een bergpas gepasseerd, de Passo di Eores (Kefeljoch) (1866 m), die op de grens ligt tussen Val di Funes en Val di Eores.
De Wurzjoch ligt ongeveer op de boomgrens. Het uitzicht wordt gedomineerd door de 2875 meter hoge Sass de Putia die in het zuiden ligt. Aan de noordkant strekken zich eindeloze alpenweiden uit, aan deze kant staat ook het grote berghotel. De afdaling naar het Ladinische Val Badia gaat door een uitgestrekt arvenwoud met uitzicht op verder weg gelegen dolomietgroepen zoals de Marmolada. Via het kleine dorp Antermoia wordt de dalbodem van het Val Badia bereikt.